# 오스트레일리아 U-23 축구 국가대표팀
오스트레일리아 U-23 축구 국가대표팀은 오스트레일리아를 대표하는 23세 이하 축구 국가대표팀으로 아시아 축구 연맹의 회원국이지만 지리상으로는 오세아니아에 위치해 있기 때문에 아시안 게임에는 출전하지 않는다.

## 국제 대회 경력

### 하계 올림픽
올림픽 본선에는 6번 출전하여 1992년 대회에서 사상 첫 4강에 오르는 기염을 토하며 역대 올림픽 최고 성적을 거두었지만 4강에서 폴란드에 1-6으로 대패했고 동메달 결정전에서도 가나에 패하면서 메달 획득에는 아쉽게 실패했다.

### AFC U-23 아시안컵
2014년 대회를 시작으로 AFC U-23 아시안컵 본선 5번의 대회에 모두 출전하여 이 중 2020년 대회에서 3위를 차지하며 역대 최고 성적을 거두었고 2022년 대회에서는 4위에 이름을 올리며 2회 연속 4강 진출에 성공했다.

### OFC 올림픽 축구 예선
오세아니아 축구 연맹 시절 성인대표팀으로는 1988년에 유일하게 출전하여 이 대회에서 우승을 차지했고 U-23 대표팀으로는 3번의 우승(1991년, 1996년, 2004년)을 거머쥐었으며 2006년 아시아 축구 연맹으로 넘어가면서 이 대회에는 더 이상 참가하지 않는다.

## 주요 대회 성적

### 올림픽
| 모든 연령의 선수 참가에서 23세 이하로 변경 |               |               |               |               |               |               |               |               |               |
| 1992년                                     | 4위           | 6             | 2             | 1             | 3             | 8             | 12            |               |               |
| 1996년                                     | 조별예선      | 3             | 1             | 0             | 2             | 4             | 6             |               |               |
| 2000년                                     | 조별예선      | 3             | 0             | 0             | 3             | 3             | 6             |               |               |
| 2004년                                     | 8강           | 4             | 1             | 1             | 2             | 6             | 4             |               |               |
| 2008년                                     | 조별예선      | 3             | 0             | 1             | 2             | 1             | 3             |               |               |
| 2012년                                     | 지역예선 탈락 | 지역예선 탈락 | 지역예선 탈락 | 지역예선 탈락 | 지역예선 탈락 | 지역예선 탈락 | 지역예선 탈락 | 지역예선 탈락 | 지역예선 탈락 |
| 2016년                                     | 지역예선 탈락 | 지역예선 탈락 | 지역예선 탈락 | 지역예선 탈락 | 지역예선 탈락 | 지역예선 탈락 | 지역예선 탈락 | 지역예선 탈락 | 지역예선 탈락 |
| 2020년                                     | 조별예선      | 3             | 1             | 0             | 2             | 2             | 3             |               |               |
| 2024년                                     | 지역예선 탈락 | 지역예선 탈락 | 지역예선 탈락 | 지역예선 탈락 | 지역예선 탈락 | 지역예선 탈락 | 지역예선 탈락 | 지역예선 탈락 | 지역예선 탈락 |
| 합계                                       | 6/8           | 22            | 5             | 3             | 14            | 24            | 34            |               |               |

### AFC U-23 아시안컵
| 연도   | 결과                             | 경기                             | 승                               | 무                               | 패                               | 득점                             | 실점                             |                                  |
| ------ | -------------------------------- | -------------------------------- | -------------------------------- | -------------------------------- | -------------------------------- | -------------------------------- | -------------------------------- | -------------------------------- |
| 2014년 | 8강                              | 4                                | 2                                | 0                                | 2                                | 3                                | 6                                |                                  |
| 2016년 | 조별예선                         | 3                                | 1                                | 1                                | 1                                | 2                                | 1                                |                                  |
| 2018년 | 조별예선                         | 3                                | 1                                | 0                                | 2                                | 5                                | 5                                |                                  |
| 2020년 | 3위                              | 6                                | 3                                | 2                                | 1                                | 6                                | 5                                |                                  |
| 합계   | 4/4                              | 16                               | 7                                | 3                                | 6                                | 16                               | 17                               |                                  |
| 순위   | AFC U-23 챔피언십 통산 순위: 7위 | AFC U-23 챔피언십 통산 순위: 7위 | AFC U-23 챔피언십 통산 순위: 7위 | AFC U-23 챔피언십 통산 순위: 7위 | AFC U-23 챔피언십 통산 순위: 7위 | AFC U-23 챔피언십 통산 순위: 7위 | AFC U-23 챔피언십 통산 순위: 7위 | AFC U-23 챔피언십 통산 순위: 7위 |

- 참고: AFC U-23 아시안컵이 올림픽 축구 아시아 지역 예선 역할을 한다.

## 역대 감독
| 감독            | 임기        |
| --------------- | ----------- |
| 그레이엄 아널드 | 2007 ~ 2008 |
| 그레이엄 아널드 | 2018 ~ 2021 |
| 토니 비드마     | 2022 ~      |